# Soelajman-Too
De Soelajman-Too (Kirgizisch: Сулайман-Тоо; "Troon van Salomo(n)") is een 1100 m hoge berg in Kirgizië, nabij de stad Osj, waar deze oprijst vanuit de vlakke Ferganavallei. De heilige berg vormt een pelgrimsoord voor gelovigen van de drie wereldgodsdiensten jodendom, christendom en islam. Het is tegelijk en populaire toeristische trekpleister. In 2009 werd de berg ingeschreven als eerste Kirgizische monument op de werelderfgoedlijst; de beschermde zone bedraagt 112 hectare, de bufferzone 48 km².
Sulaiman (of Salomo) is een van de profeten die ook in de Koran voorkomt. Volgens de legende bevindt zijn graf zich op de top van de berg of heeft hij hier en bezoek gebracht, gebeden uitgevoerd en heeft hij hier uitgerust. Op de plaats waar hij sliep zou nog een afdruk zichtbaar zijn. Volgens het lokale bijgeloof, krijgen vrouwen die door een opening in de rotsen kruipen gezonde kinderen. In praktijk is deze handeling min of meer bij elke heilige plaats gebruikelijk, maar heeft geen basis in de islamitische geloofsleer. Op de top van de berg bevinden zich gebedsvlaggen en een moskee, gebouwd door Babur in 1510 (sterk aangepast in de 20e eeuw). Tot die tijd werd de berg ook aangeduid als de "Mooie Berg".